# Río Trafampulli
El río Trafampulli es un río en la Región de La Araucanía, en Chile, que naturalmente alimenta el Lago Colico y al Lago Caburgua.

## Afluente del Lago Caburgua
Hasta 2007, junto con el Río Blanco era el afluente más importante del Lago Caburgua. Sin embargo, ese año la Dirección General de Aguas (DGA) aprobó la construcción de un dique en el curso del río que lo conectaba con el sector norte del Lago Caburgua, para abastecer al Fundo Llanqui Llanqui. La construcción del dique modificó artificialmente y con maquinaria pesada el cauce del río, dejando de proveer más de dos metros cúbicos por segundo de volumen de agua. Una muralla artificial secó por completo el brazo natural del río hacia el lago, y sus efectos sobre el Caburgua se comenzaron a detectar desde 2010. La responsabilidad del dique se estableció a fines de 2021, a través de una investigación de la Universidad Austral de Chile encargada por la Fundación Caburgua Sustentable. En diciembre de 2021, la Fundación Carburgua Sustentable solicitó formalmente a la DGA la destrucción del dique y el muro artificial para que el río Trafampulli vuelva a su curso natural. Tras meses sin respuesta por parte del DGA a las peticiones de la Municipalidad de Pucón y las comunidades del sector, el dique fue derribado en cuatro días en mayo de 2022 por una comunidad activista mapuche.